# باشگاه فوتبال ساوت ایست
باشگاه فوتبال ساوت ایست یک باشگاه فوتبال حرفه‌ای دومینیکایی مستقر در لا پلن است. این باشگاه در لیگ برتر دومینیکا رقابت می‌کند.

## افتخارات
- لیگ برتر دومینیکا: ۳ قهرمانی